# Charles Ray (scultore)
Charles Ray (Chicago, 1953) è uno scultore e pittore statunitense.

## Biografia
Charles Ray, figlio di Helen and Wade Ray, nacque a Chicago, Illinois. Ha studiato arte e storia dell'arte all'università del Iowa dove nel 1975 consegue la laurea in Belle Arti (BFA). Qui incontra Roland Brener che lo introduce nell'ambiente della scultura contemporanea facendolo incontrare, tra gli altri, con Anthony Caro and David Smith.
Nel 1979 riceve la sua seconda laurea in Belle Arti (MFA) presso la Mason Gross School of Art della Rutgers University.

## Stile
Lo stile di Charles Ray è difficile da classificare poiché i soggetti scelti, i materiali utilizzati e le dimensioni delle opere sono variabili. In tutte le opere è comunque sempre presente una forte influenza derivata dai suoi studi classici tanto da essere definito da molti critici d'arte come scultore di uno scultore.

## Opere principali
- Come funziona un tavolo (1986) - Los Angeles County Museum of Art, Stati Uniti d'America.
- Hinoki, (2007) -Art Institute di Chicago, Stati Uniti d'America.
- Uomo con Rana (2009) - Punta della Dogana, Venezia, Italia.